# 巴特、库特姆和艾因考古遗址
巴特、库特姆和艾因考古遗址是联合国教科文组织世界遗产的登录名称，遗址位于阿曼北部，距马斯喀特约210千米。其中，库特姆在巴特的西部，距离巴特大约2千米处，艾因则在距离巴特约22千米的东南方向。

## 登録基準
该世界遗产被认为满足世界遺產登錄基準中的以下基準而予以登錄：
- （iii）呈现有关现存或者已经消失的文化传统、文明的独特或稀有之证据。
- （iv）关于呈现人类历史重要阶段的建筑类型，或者建筑及技术的组合，或者景观上的卓越典范。